# Alexander Gratzer
Alexander Gratzer (* 7. Mai 1993 in Hallein, Österreich) ist ein österreichischer Filmemacher.

## Leben
Während seines Studiums der Malerei am Institut für Bildende und Mediale Kunst der Universität für angewandte Kunst Wien (2012 bis 2018, Klasse Henning Bohl) fiel 2015 der Entschluss, weitgehend in visueller und akustischer Alleinregie animierte Kurzfilme zu gestalten. Nach dem Diplomabschluss führten ihn weitere Studien an die Budapester Moholy-Nagy Universität für Kunst und Design. Als freischaffender Künstler lebt er in Wien.

## Filmografie (Auswahl)
2022
- In The Upper Room (8’)[2][3]
- Back in the cinema (1'01), Auftragsarbeit (Festivaltrailer) für das Interfilm Berlin Kurzfilmfestival 2022[4]
- Superstition (1'15), Auftragsarbeit (Festivaltrailer) für das Anibar Int. Animation Festival 2022[5]
- Wrecking Ball (1'29), Auftragsarbeit (Festivaltrailer) für die Shortynale 2022[6]

2019
- Apfelmus / Applesauce (7’)[7]

2018
- Jubiläumsgeschenk / Anniversary present (1’), Auftragsarbeit (Festivaltrailer) für das YOUKI International Youth Media Festival 2018[8]
- Animateur (4’)[9]

2017
- Geht immer / Rollercoaster(1’) (Co-Regie mit Sophie Linnenbaum), Auftragsarbeit für Hofbräu
- Angelique (3'03)
- Axel (4'25)
- Tischtennis im Wald / Ping Pong In The forest (3'35), Auftragsarbeit für „Komm, süßer Erfolg“ (Theater der freien Elemente, Salzburg, 2017)[10]
- Beauty (4'05)

2016
- Espresso (5'21)[11]
- Museumswärter / Museum Guard (2'57)[12]
- Im Wohnzimmer / In The Living Room (2'14), Auftragsarbeit für „Geht's noch?“ (Theater der freien Elemente, Salzburg, 2015)[13]

2015
- Geht’s noch? (1'56)
- Im Gespräch (3'37)

## Ästhetik
In ihrem Porträt Menschliches, allzu Menschliches – von der Tragikomik des Alltags (2019) erkennt Michelle Koch in Gratzers Filmen eine charakteristische „Vorliebe für stilistischen Minimalismus, der sich in kleinen, leisen Narrationen und Gesten fortsetzt, die das ganz Große, das Leben selbst“ zum Thema haben. Nach Koch schlägt „die Komik“ in seinen Kurzfilmen „niemals in Zynismus um, auch gibt er die Figuren nie der Lächerlichkeit preis“. Dem entspricht Gratzers ästhetisches Credo: „Ich will mich nicht über bestimmte Gruppen lustig machen. Ich stelle in gewisser Weise jeden komisch dar. Es soll etwas Liebevolles haben und ist als Akzeptanzgeste gegenüber allen Verhaltensweisen gemeint.“ Ähnlich äußerte sich der Künstler 2019 in einem Interview mit Cinema Next („Mit diesem Vogel kann ich mich identifizieren“).

## Rezeption
Bei der Auszeichnung von Apfelmus beim Festival Aninbar X (Peja / Kosova) wurde 2019 erwähnt, dass Gratzer eine Filmästhetik entwickelt habe, „die unseren tiefsten Ängsten Hoffnung gibt“. Die Jury des Filmfestivals Vienna Shorts würdigte 2022 seine ausgeprägte „Fähigkeit, Witz und Humor mit tiefgründiger Selbstreflexion zu verbinden“. Marko Stojiljković attestierte In The Upper Room 2022 gleichermaßen berührende und fesselnde „Wärme“. Nach Einschätzung der Jury des Etiuda & Anima - Festivals (Kraków / PL) versteht es Gratzer mit einem „täuschend einfache[n] Film“ eine „reichhaltige, surreale Welt herauf[zubeschwören], die überraschend bewegend und emotional ist. Die Figuren sind ebenso skurril wie nachvollziehbar und werden mit Wärme und überzeugender Leichtigkeit dargestellt.“

## Auszeichnungen (Auswahl)
- Special Golden Jabberwocky 2023 (Etiuda & Anima - 30. International Film Festival Krakow 21-26 XI 2023, Kraków/PL) für In the upper room[20]
- Simon S. Filmpreis der Stadt Salzburg 2023 (2. Platz) für In the upper room[21]
- Beste Regie und Beste Animation / Publikumspreis (Kurzfilmsause Freiburg/Br. 2023) für In the upper room[22]
- Publikumspreis Best Austrian Animation Award 2022 (Asifa Austria) für In the upper room[23]
- Beste animierte Auftragsarbeit 2022 (Asifa Austria) für den Festivaltrailer Wrecking Ball[24]
- Primer premio del Jurado Profesional und Mención Especial del Jurado Estudiantil beim Festival Internacional de Escuelas de Cine 2022 (Montevideo / Uruguay) für In the upper room[25]
- Preis der Jury / Austrian Competition bei Vienna Shorts 2022 für In the upper room[26]
- Radar Vienna AUSTRIAN Award 2022 für In the upper room[27]
- Hauptpreis und Spezialpreis von Cinema Talks 2022 (Graz) für In the upper room[28]
- Prémio rémio para o melhor filme 2020 / Best Short Film Award 2020 für Apfelmus[29]
- Best Austrian Animation Award 2019 (Asifa Austria) für Apfelmus[30]
- Großer Jurypreis des Poetry Film Festivals Vienna 2019 für Apfelmus[31]
- Audience Award for the weirdest & most wonderful film des Berliner interfilm-Festivals 2019 für Apfelmus[32]
- Student Award Anibar Animation Festival 2019 (Peja / Kosovo)[33]
- Innovationspreis des Filmzeit Festivals Kaufbeuren 2019 für Apfelmus[34]
- ORF.AT-Publikumspreis des Vienna Shorts Festivals 2019 für Apfelmus[35]
- Hauptpreis Animation der Juvenale 2019 für Apfelmus[36]
- Publikumspreis der Kurzfilmtage Thalmässing 2019 für Apfelmus[37]
- Preis für den besten österreichischen Film und Publikumspreis der Shortynale 2019 für Apfelmus[38]
- Anča Student Award 2018 (Žilina / Slowakei) für Animateur[39]
- Audience Award des 2 days animation Festival Vienna 2018 für Animateur[40]
- Hauptpreis des Under the Radar Festivals 2018 (Wien) für Animateur[41]
- Audience Award for for the weirdest & most wonderful film des Berliner interfilm-Festivals 2017 für Museumswärter[42]
- Audience Award des 2 days animation Festival Vienna 2017 für Museumswärter[43]
- Prix très chic des Vienna Shorts Festival 2017 für Im Wohnzimmer[44]
- Audience Award des One day animation festival Vienna 2016 für Espresso[45]
- Publikumspreis der Shortynale 2016 (Klosterneuburg) für Espresso[46]
- Audience Award des Under the Radar Festivals 2016 (Wien) für Espresso[47]